# Gmina Szaflary
Die Gmina Szaflary ist eine Landgemeinde im Powiat Nowotarski der Woiwodschaft Kleinpolen in Polen. Ihr Sitz ist das gleichnamige Dorf.

## Gliederung
Zur Landgemeinde (gmina wiejska) Szaflary gehören folgende Dörfer mit einem Schulzenamt:
Bańska Niżna
Bańska Wyżna
Bór
Maruszyna
Skrzypne
Szaflary
Zaskale

## Verkehr
Durch die Gemeinde am Ortsrand des Hauptortes verlaufen die Zakopianka (DK 47), die Krakau mit Zakopane verbindet und die Bahnstrecke Chabówka–Zakopane.

## Tourismus
Der Hauptort Szaflary gilt als der Ort mit den meisten Thermalquellen in Polen. Thermalwasser wird für die Fernwärme und Energiegewinnung gefördert. Im Ort befinden sich zwei Thermalbäder:
- Termy Szaflary, eröffnet 2008
- Termy Gorący Potok, eröffnet 2014.